# Republic (álbum)
Republic —en español: República— es el sexto álbum de estudio del grupo inglés de música electrónica New Order. Fue publicado el 3 de mayo de 1993. Republic es su primer álbum lanzado después de la desaparición de Factory Records, y su último álbum durante ocho años hasta el lanzamiento de su álbum Get Ready en 2001.
El álbum Republic se convirtió en el segundo disco consecutivo de New Order en llegar al Top chart de los álbumes en Reino Unido y fue nominado para los Premio Mercury en 1993. En Estados Unidos alcanzó el puesto número 11 en Billboard 200 el puesto más alto de la banda en esas listas hasta la fecha.
El primer sencillo del álbum, " Regret ", fue el último sencillo de New Order en entrar en el top 5 de los singles en Reino Unido. Fue producida y coescrita por Stephen Hague , que había producido varios sencillos con ellos anteriormente.
La banda se tomó un descanso después de un concierto en los Festivales de Reading y de Leeds para la promoción del álbum en agosto de 1993. Se sabe que al vocalista Bernard Sumner  no le gusta viajar a América del Norte, y los informes de los medios de comunicación sugieren que la presión de las extensas giras contribuyó a la separación temporal de la banda hasta su reunión en 1998.

## Portada
La portada muestra diferentes aspectos de la gente de California que se relaja en la playa, mientras que las casas de algunas personas se están quemando (una referencia a los incendios forestales frecuentes que se experimenta en el estado o tal vez a los disturbios de 1992 de Los Ángeles); vastos paisajes naturales, en contraste con el horizonte de Los Ángeles, etc. Otro aspecto interesante es que la mayoría de las imágenes fueron tomadas a partir de bibliotecas de fotografías para conseguir el aspecto comercial y fueron muy retocadas. Varias de estas imágenes también se han utilizado en marketing, por ejemplo, correo directo, catálogos, anuncios para las empresas. Otra interpretación de la obra de arte del álbum alude a la caída de roma

## Republic: The Limited Run
Una versión de edición limitada de Republic, titulada Republic: The Limited Run .., fue lanzada en los Estados Unidos. Aunque las pistas son las mismas que las del lanzamiento estándar, el empaque es completamente diferente. En lugar de un estuche, el CD viene en una caja plegable hecha de vinilo de color naranja brillante acolchado con espuma suave, lo que le da la sensación de una cámara de aire. La etiqueta del CD también se rediseñó, sin palabras, pero con una imagen de varias cámaras de aire de goma naranja sobre un fondo de llamas, una referencia a la portada. El folleto, guardado en un bolsillo de la caja de vinilo, es el mismo que la versión estándar, pero está hecho de un material plástico impermeable en lugar de papel.

## Lista de canciones
Todas las canciones escritas y compuestas por Bernard Sumner, Peter Hook, Gillian Gilbert y Stephen Morris, excepto donde se indique. 
| N.º                  | Título                    | Duración |
| -------------------- | ------------------------- | -------- |
| 1.-                  | Regret                    | 4:08     |
| 2.-                  | World (The Price of Love) | 4:44     |
| 3.-                  | Ruined in a Day           | 4:22     |
| 4.-                  | Spooky                    | 4.43     |
| 5.-                  | Everyone everywhere       | 4:24     |
| 6.-                  | Young Offender            | 4:48     |
| 7.-                  | Liar                      | 4:21     |
| 8.-                  | Chemical                  | 4.10     |
| 9.-                  | Times Change              | 3:52     |
| 10.-                 | Special                   | 4:51     |
| 11.-                 | Avalanche                 | 3:14     |
| Duración total 47:37 |                           |          |

## Posicionamiento
| Lista (1993)                      | Posición |
| --------------------------------- | -------- |
| Australian ARIA Albums Chart      | 5        |
| Canadian RPM Albums Chart         | 9        |
| Dutch Mega Album Top 100          | 47       |
| German Media Control Albums Chart | 54       |
| New Zealand RIANZ Albums Chart    | 24       |
| Swedish Sverigetopplistan         | 13       |
| UK Albums Chart                   | 1        |
| US Billboard 200                  | 11       |

## Personal
- Bernard Sumner – Voz, guitarras, melódica, sintetizadores y programación
- Peter Hook – Bajo, percusión electrónica, coros
- Stephen Morris – Batería, sintetizadores y programación
- Gillian Gilbert – Sintetizadores y programación, guitarras